# تایتن ساتو
تایتن ساتو (انگلیسی: Taiten Sato؛ زادهٔ ۲۶ ژانویهٔ ۱۹۸۳) بازیکن فوتبال اهل ژاپن است.